# Ajano Cudži
Ajano Cudži (japonsko つじ あやの（辻 亜弥乃）, Tsuji Ayano), japonska kantavtorica, * 6. januar 1978, Sakyō-ku, Kjoto, Japonska.
Na J-pop glasbeni sceni je znana po svojem lahkotnem slogu in igranju na ukulele. V srednji šoli jo je namreč pritegnila folk glasba, a je imela premajhne roke za pravilno držanje kitare, zato je izbrala manjši instrument. Kljub temu, da izvaja zahodnjaški slog, se v besedilih izogiba zahodnjaškim vplivom.
Zaslovela je leta 2002, ko je Studio Ghibli uporabil njeno skladbo v zaključni špici animeja Maček se vrača.